# Les Ardennes
Pour les articles homonymes, voir Ardennes.
Pour plus de détails, voir Fiche technique et Distribution.
Les Ardennes (D'Ardennen) est un thriller belgo-néerlandais réalisé par Robin Pront, sorti en 2015.

## Synopsis
Dave échappe de peu à l'arrestation après un braquage manqué, mais il ne peut rien pour Kenny, son frère aîné, qui écope de quatre ans de prison.

À sa sortie de taule, Kenny retrouve Dave, mais entretemps beaucoup de choses ont changé : ainsi, Sylvie, la petite amie de Kenny, est maintenant en couple avec Dave, et enceinte. Dave ne boit plus et Sylvie ne se drogue plus, grâce à l'aide d'un groupe de toxicos anonymes. Pour Noël, une cellule familiale un peu factice se recrée avec la mère, ses deux fils et Sylvie, laquelle attend que Dave parle à son frère... Mariette, la mère, évoque la meilleure période de leur vie d'avant, lorsqu'ils se rendaient tous trois (ses deux fils et elle) dans les Ardennes, avec les collines, les forêts, loin d'Anvers.
Cependant, Kenny veut garder une relation amicale avec Sylvie qui maintenant le repousse. Sa jalousie maladive n'a pas disparu et la situation de son frère est sur le fil : comment peut-il informer son frère de sa trahison quand il voit ce dernier casser la tête à ceux qui tournent un peu trop autour de Sylvie qui travaille dans une boîte de nuit. Une nuit, Kenny demande de l'aide à son frère : il a tué sans le vouloir le patron de Sylvie. De là va s'enchaîner une escalade de violence qui va entraîner les deux frères au bout de l'horreur.

## Fiche technique
- Titre : Les Ardennes
- Titre original : D'Ardennen
- Titre international : The Ardennes
- Réalisation : Robin Pront
- Scénario : Jeroen Perceval et Robin Pront
- Musique : Hendrik Willemyns
- Montage : Alain Dessauvage
- Photographie : Robrecht Heyvaert
- Costumes : Catherine van Bree
- Décors : Geert Paredis
- Producteur : Bart van Langendonck
  - Coproducteur : Peter Bouckaert et Ellen Havenith
  - Producteur délégué : Xavier Rombaut
- Production : Savage Films
  - Coproduction : Eyeworks et Bastide Films PRP
- Distribution : Diaphana Distribution
- Pays d'origine :  Belgique et  Pays-Bas
- Langues : néerlandais, français
- Durée : 93 minutes
- Genre : Thriller
- Dates de sortie :
  - Belgique : 14 octobre 2015
  - Pays-Bas : 30 janvier 2016
  - États-Unis : 10 avril 2016
  - France : 13 avril 2016
  - Suisse : 5 juillet 2016 (Festival international du film fantastique de Neuchâtel 2016)

## Distribution
- Jeroen Perceval : Dave de Swaef
- Kevin Janssens : « Kenny », Kenneth de Swaef, le frère aîné de Dave
- Veerle Baetens (VF : Marie Donnio) : Sylvie de Winter
- Jan Bijvoet : Stef de Volder, le détenu qui partage la cellule avec Kenny
- Sam Louwyck : Joyce, le « travelo »
- Viviane De Muynck (V. F. : Yvette Petit) : Mariette, la mère de Kenny et de Dave
- Eric Godon : Gérard, la garde forestier ardennais
- Peter Van Den Begin : Robert, le patron de la station de lavage, employeur de Dave
- Rachid Appa : Chalid, le patron de la discothèque, employeur de Sylvie
- Caroline Stas : Linda, la policière
- Dominique Van Malder : Tommy, un taulard
- Brit Van Hoof : Cindy
- Bart de Graauw : un client de la discothèque
- Kuno Bakker : Robert